# Ізогенія
В математиці, ізогенія — це морфізм алгебраїчних груп, що є сюр'єктивним і має скінченне ядро.
Якщо групи є абелевими множинами, тоді будь-який морфізм f : A → B основних алгебраїчних множин є ізогенією, при умові, що f(1A) = 1B.